# George Cole
George Edward Cole OBE, född 22 april 1925 i Tooting, London, död 5 augusti 2015 i Reading, Berkshire var en brittisk skådespelare.

## Rollista i urval
- 1944 – Henrik V
- 1948 – Kvartett
- 1949 – U-båt saknas
- 1951 – Andarnas natt
- 1951 – Skratt i paradiset
- 1952 – Vårt lilla hus
- 1953 – Skeppsbrutna i paradiset
- 1954 – Skolflickor är vi allihopa
- 1955 – Guld från Berlin
- 1957 – Skolflickorna slår till igen
- 1959 – Oss bovar emellan
- 1960 – The Pure Hell of St Trinian's
- 1963 – Cleopatra
- 1966 – The Great St Trinian's Train Robbery
- 1996 – Mary Reilly
- 2005–2008 – Tillbaka till Aidensfield (TV-serie)
- 2007 – Agatha Christies Marple (TV-serie)
- 2008 – Morden i Midsomer (TV-serie)